# Chooz, Ardennes
Chooz là một xã ở tỉnh Ardennes, thuộc vùng Grand Est ở phía bắc nước Pháp. The Chooz Nuclear Power Plant is located in Chooz.